# Liste der Naturdenkmale in Altensteig
| Naturdenkmale | Anzahl |
| ------------- | ------ |
| FND           | 0      |
| END           | 7      |
| Gesamt        | 7      |

Die Liste der Naturdenkmale in Altensteig nennt die verordneten Naturdenkmale (ND) der im baden-württembergischen Landkreis Calw liegenden Stadt Altensteig. In Altensteig gibt es insgesamt sieben als Naturdenkmal geschützte Objekte, keines ist ein flächenhaftes Naturdenkmal (FND), alle sind Einzelgebilde-Naturdenkmale (END).
Stand: 31. Oktober 2016.

## Einzelgebilde (END)
| Name                     | Bild | Kennung     | Einzelheiten | Position | Fläche Hektar | Datum         |
| ------------------------ | ---- | ----------- | ------------ | -------- | ------------- | ------------- |
| Alte Traubeneiche        | BW   | 82350060001 | Altensteig   | ⊙        | 0,0           | 22. Okt. 1949 |
| Alteiche                 |      | 82350060006 | Altensteig   | ⊙        | 0,0           | 2. Dez. 1965  |
| Drei Linden              | BW   | 82350060005 | Altensteig   | ⊙        | 0,0           | 22. Okt. 1949 |
| Linde                    | BW   | 82350060004 | Altensteig   | ⊙        | 0,0           | 22. Okt. 1949 |
| Linde                    |      | 82350060007 | Altensteig   | ⊙        | 0,0           | 2. Dez. 1965  |
| Vier Linden              | BW   | 82350060003 | Altensteig   | ⊙        | 0,0           | 22. Okt. 1949 |
| Zwei Eichen              | BW   | 82350060002 | Altensteig   | ⊙        | 0,0           | 22. Okt. 1949 |
| Legende für Naturdenkmal |      |             |              |          |               |               |